# Monte Salancia
Il Monte Salancia (2.088 m s.l.m.) è una montagna delle Alpi del Monginevro nelle Alpi Cozie. Si trova in Piemonte (Città metropolitana di Torino).

## Caratteristiche

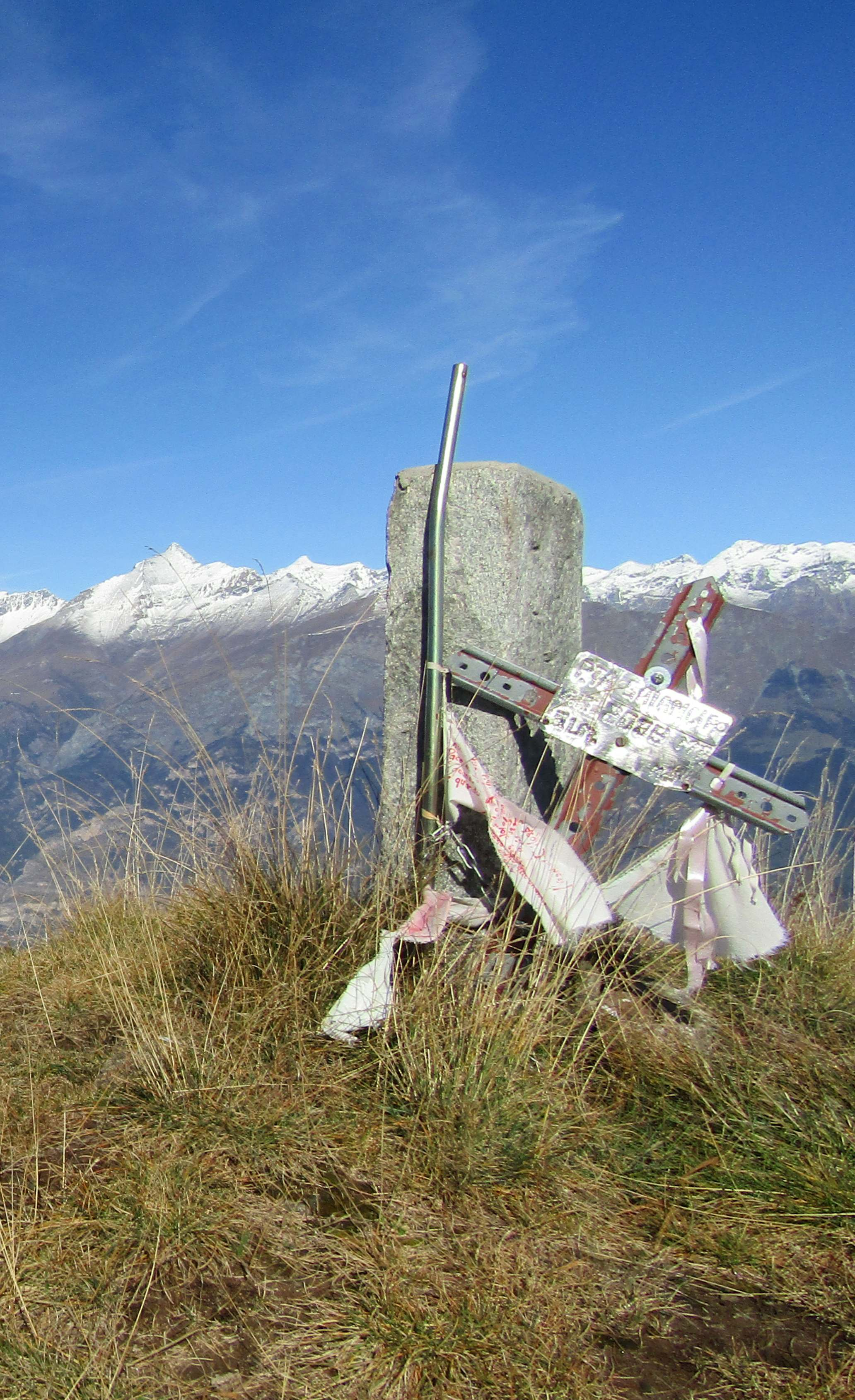
Cippo e croce di vetta, sullo sfondo il Rocciamelone

La montagna è collocata lungo lo spartiacque tra la Val Susa e la Val Sangone a nord-est del Monte Rocciavrè, sul fianco settentrionale della valle del Sangonetto (Val Sangone). A sud-ovest il Colle Salancetta (2.034 m) la separa dal Monte Muretto, mentre a est lo spartiacque procede con il colletto (1.862 m) situato in corrispondenza del Pian dell'Orso, e risale poi ai 1.906 m della Punta dell'Orso. Sulla cima del Monte Salancia si trovano un cippo in pietra e una piccola croce. Sul versante esposto verso la Val Sangone, a breve distanza dalla cima, si trova la Rocca del Montone (2.003 m), un rilievo caratterizzato da ripide pareti rocciose.

## Salita alla vetta

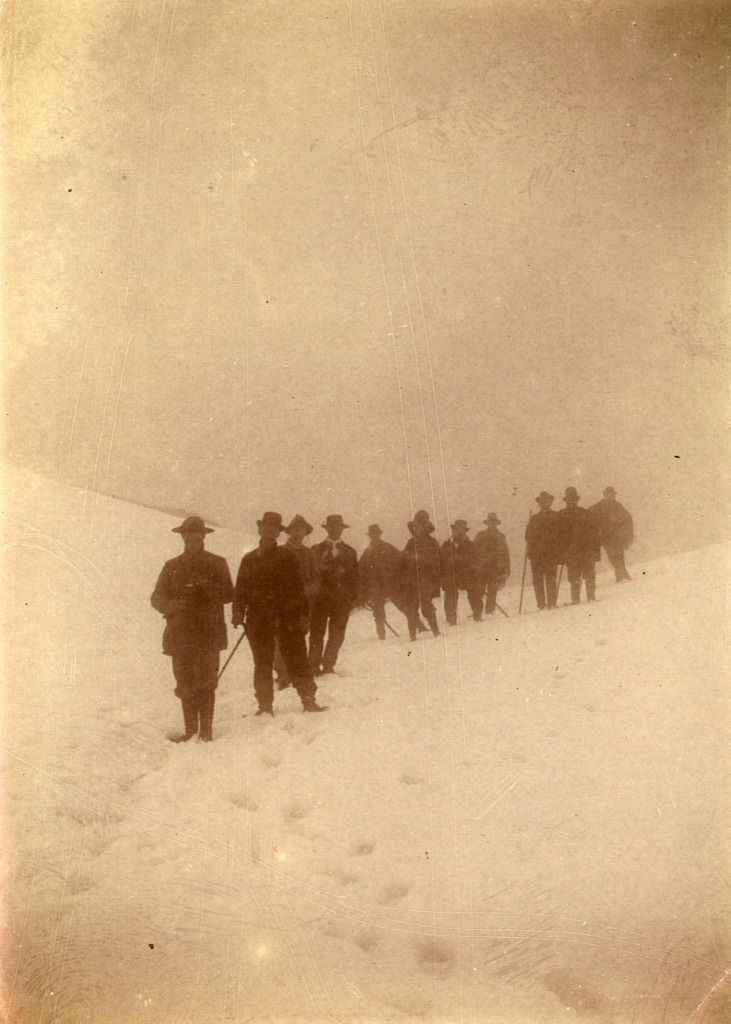
Escursionisti sulla neve presso la Salancia a inizio XX secolo (foto M.Gabinio)

La montagna può essere raggiunta per un sentierino di cresta che parte dal Pian dell'Orso e che prosegue poi verso il Monte Muretto e il Colle del Vento; la salita è valutata di difficoltà E.

## Protezione della natura
Il monte Salancia si trova all'interno del Parco naturale Orsiera - Rocciavrè.